# 熱拳カンフークラブ
『熱拳カンフークラブ』（ねっけんカンフークラブ）は、魚戸おさむによる日本のカンフー漫画。漫画雑誌における魚戸の初連載作品であり、小学館発行の『月刊コロコロコミック』にて1987年1月号から1988年7月号まで連載された。カンフー指導、監修をカンフー研究家の伊藤聡が担当している。単行本は全3巻、最終回を含めた終盤の3回分（中国編）が未収録となっている。
主人公の北風カン太郎とカンフークラブの仲間たちの修業と成長を描いた作品。カンフーの技や構え、拳の種類といった様々な技術や知識が解説付きで毎回のように紹介され、それらを軸に物語が展開していく。連載中には、その回で取り上げられたカンフー技術を伊藤が直筆のイラスト付きでより詳しく解説するミニコーナーも設けられていた。
現実的に続いていた展開が終盤では一変、記憶喪失となったカン太郎がたった一人で中国の砂漠に投げ出され、過酷な自然環境や盗賊らを相手に命がけの戦いを行うというハードな展開を見せている。

## あらすじ
雪深い北ノ国は北ノ国小学校、体育館裏を道場代わりに、北風カン太郎を始めとするカンフークラブの部員らは悪戦苦闘の修業の日々を送っていた。顧問の大黒先生は眠ってばかりでろくな指導もしてくれないのだ。そんな大黒をめがけて、体育館の屋根から外れた巨大な氷柱が落下してくる。あわや大惨事というこの危機を救ったのは、偶然居合わせた用務員のおじいさんだった。跳び蹴りからの連撃を繰り出し、氷柱を空中粉砕したこの老人はまさにカンフーの達人だったのだ。
その技の威力に心を奪われた部員らに指導を懇願されたおじいさんは、拳法の基本『馬式』の構えの3分維持を条件とした。その見た目のダサさに耐えられず、カン太郎を残して一度はクラブを去った部員らも最終的には全員復帰し奮闘、5人揃って見事3分をクリアする。おじいさんを指導者として迎えたカンフークラブの本格的な修業の日々が始まるのだった。

## 登場人物

### カンフークラブと関係者
北風カン太郎（きたかぜ カンたろう）
本編の主人公で小学4年生。常日頃からカンフーで頭がいっぱいな良くも悪くもカンフー馬鹿。その熱心さが時に仲間との衝突を生んだり、奇行となって周囲の迷惑や嘲笑の的となることもあるが、カンフーに対する執念の徹底ぶりはそうした扱いを物ともしない。
困ってる人を見過ごせない性格でもあり、万坊の『掌』の修業に付き合ったり、子供たちをいじめる雷電を相手に「カンフーをケンカには使わない」というクラブのみんなとの約束をあえて破って立ち向かったりもした。基本的に単純かつお調子者であるが、おじいさんの失踪や熊の出現で狼狽する部員たちにおじいさんの教えを説いて落ち着かせるなど冷静な判断力を見せる時もあった。
妄想癖に近い物を持っており「湖で修業→銭湯だった」「高い山の上で修業→煙突の上だった」「決闘で雷電を殺める→落書きしたシーツに穴を開けた」といったギャグが定番だった。
家族である両親と女子の兄弟（姉か妹かは不明）は、そんな彼のカンフー修業の巻き添えとなる事が多い。
最終シリーズである中国編では記憶喪失に陥るが、身に着けたカンフーの教えだけは本能的に覚えており、過酷な環境や陳の教えの下でその実力をさらに高め『神風拳』を会得した。
矢沢永一（やざわ えいいち）
小学6年生。クラブの最年長で兄貴分的存在。馬式の修業のダサさを理由に真っ先にクラブを辞めると言い出したが、最後には戻ってきて全員一緒に特訓を行うなど、年長者としての責任も果たす。跳ね返りで気の強い性格のため、おじいさんや仲間たちに反発することもあるが、殺人犯にナイフで刺されて出血した時は（実は役者と撮影用の小道具だったが）ショックで気絶するという小心者の一面も見せた。
空万坊（から まんぼう）
小学5年生。肥満体型かつ気弱で鈍い所をバカにされることもあるが、パワーと爆発力は相当の物があり、『掌』修業ではカン太郎との特訓で一番にそのコツを掴み、大会でも格上の強敵を馬式の構えからの攻撃で吹き飛ばすなど、カン太郎以外の部員の中では最も活躍の場面が多い。
大財閥幹夫（だいざいばつ　みきお）
小学4年生。クラブで最も小柄で眼鏡、坊ちゃん刈りというインテリ系キャラクターで修行の方法を考案したりもする。礼儀正しく言葉遣いも丁寧で、カン太郎が（ギャグシーンとはいえ）対戦相手に暴言を吐いた時はペコペコと頭を下げていた。大会では作戦を見抜かれてやられたり、格上の相手に手も足も出ず倒されたりと戦績は今ひとつ。家の面子を気にするタイプである。
斉東ミオ（さいとう ミオ）
小学5年生。クラブの紅一点で修業の中で恥ずかしい目に会った時は誰よりも強烈に嘆く。大会では相手の迫力に押されて負けたり、カン太郎を見習ってお尻ぺんぺんをするものの、その尻に拳を食らって敗北したりと活躍は少ない。
阿羅漢之助（あら はんのすけ）
北ノ国小学校の用務員を務める老人でカンフーの達人。中国の少林寺で修業を積んだと思われるが、本人はそこでも用務員をしていただけと語っている。クラブの面々からはおじいさんと呼ばれて慕われており、指導者としての豊富な知識と丁寧かつ的確な教えによってカン太郎たちを導いていく。真面目で温厚な性格だが、永一に暴力を振るったカン太郎に邪な物を感じてクラブから追放したり、自分を頼りきりになってしまった教え子たちをあえて突き放したりと厳しい一面も持っている。時折ドラえもんのコスプレと共にギャグを飛ばしたり、下らないダジャレを外して赤面したりと意外なところでひょうきん者でもあった。
30年前にカン太郎と同じ年頃の息子を亡くしており、それ以来カンフーを教えることからは遠ざかっていた。
大黒彦左衛門（おおぐろ ひこざえもん）
髭面の男性教師でクラブの顧問だが、部員たちを指導することもなく、雪の上から大会の会場まで常に眠ってばかりいる。眠りの深さも筋金入りで、氷柱の破片が体を取り囲むように突き刺さってもまるで介さず眠り続けていた。当然、話にも全く関わらず、扱いも回が進むごとにぞんざいになっていき、コマの隅に小さく描かれるだけになっていった。作中で唯一目を覚ましている場面は大会編の最終回、最終ページの最後の一コマのみであった。

### その他の人物
祐司（ゆうじ）
30年前に他界したおじいさんの息子。若いころのおじいさんと一緒に写真に写る姿はカン太郎とウリふたつだった。
雷電大介（らいでん だいすけ）
6年生のいじめっ子。ボクシングを行っており常に顔には生傷が絶えない。その大柄な体格とパンチ力でカン太郎や近所の子供たちに度々暴力を振っており、カン太郎がカンフーを身に付けようとした動機の一つにもなっていた。カン太郎の『受けからの攻撃』によってついに倒され、直後に現れた李によってさらに叩きのめされた所で本編での出番は終了した。
李黒龍（り こくりゅう）
11歳の中国人。本国から石山の下へ弟子入りし、彼のラーメン店を手伝いながらカンフーの修業を行っている。本場の実践的なカンフーを既に習得しており、カン太郎のカンフーはカンフーとさえ呼べないと見下していた。追い詰められると我を失うことがあるらしく、カン太郎に思わぬ反撃を受けた時は『鷹爪拳』によって本気でカン太郎を殺そうとしてしまい、寸前のところで石山に制止されていた。
夏休みを使ってカン太郎との合宿を行い、最後の勝負を通じてお互いを認め合った。二人は揃って少年武術大会への出場を許されたが、彼の出番はここで終了した。
石山岩男（いしやま いわお）
ラーメン石山の店主にしてカンフーの先生。おじいさんを先生と呼ぶ事から師弟関係にあると思われる。おじいさんに頼まれてカン太郎と弟子の李を合宿させ『対練』によって互いの長所を学ばせた。逆上した李の鷹爪拳を素早く捌いて止める程の実力者である。
四ツ谷（よつや）
美術室で木彫りの彫刻を彫る少年。いじめられていた所を助けてくれたカン太郎に「カンフーはケンカの修業だから嫌いだ！」と啖呵を切るが、それは運動音痴から来る本音の裏返しであり、本当は作品にするほどのカンフー好き。地震で落下しそうになった作品を『二目平視』で救ってくれたカン太郎に本心を告白し和解に至った。気の強い性格だが地震には極端に弱い。
猟師
カンフークラブが『歩く基本』の練習場に選んだ熊出沼の近くで熊を狩っていた大男。吹雪による視界不良と熊の毛皮のせいでおじいさんに熊と間違えられ、叩きのめされてしまった。
カンフー刑事（カンフーでか）
作中の実写ドラマ『カンフー刑事』の主人公である少年5人組。カンフークラブが電車の窓から『見る』の修業をしていた時に偶然見かけた殺人事件と意外な形で関係していた。
殺人犯
二人の女性を刺殺した男。犯行の瞬間を目撃し、修業の成果で顔や衣服の特徴までもをしっかり記憶したカン太郎たちに追い詰められる。

### 少年中国武術大会の選手など
夏の合宿を終えたカンフークラブは『全日本少年中国武術大会』北ノ国地区予選に出場する。
伊藤聡（いとう さとし）
本作のカンフー指導・監修担当。大会解説者として本編にも登場し、選手らの技を詳しく説明していた。

#### 飛龍武術会（ひりゅううーしゅうかい）
一回戦の相手チーム。助清以外の四人は小学生離れした巨体と厳つい顔をしているが、反面スタミナ不足という弱点を抱えていた。
小錦（こにしき）
武術会の一番手で永一と対戦。繋がった眉毛と丁髷風に結った髪型が特徴。有効打を一発食らうと泣き出してしまう癖がある。
酔魔助清（すいま すけきよ）
武術会の大将。体格はカン太郎と変わらず、ボサボサの髪と半分閉じた瞼、そばかすが特徴。語尾に「べ」とつける訛りがある。小学生ながら『酔拳』を使ってカン太郎を苦しめた。

#### 闘魂拳道場（とうこんけんどうじょう）
二回戦の相手。選手は全員、丸刈り頭にハチマキを巻いている。コーチは試合で負けた選手を公衆の面前で竹刀で叩き、チームの仲間に制裁を加えさせるというスパルタ式の教え方をしていた。勝つためには手段を選ばず、選手に命じてカン太郎を転倒させると、その隙に体のツボをついて膝の自由を奪うという不正まで働いている。
加藤（かとう）
闘魂拳の先鋒でカン太郎と戦った。得意技は『旋風脚』。一回戦では選手の中で唯一負けてしまったためにコーチからは叱責され、カン太郎との試合でも不正を働かされたが、試合を通してコーチに従うだけの意識は変わっていった。
橋本（はしもと）
コーチの命令で加藤への制裁をさせられそうになった選手。加藤とカン太郎の試合を通して彼を含めたチームの選手らの意識は変わり、コーチの指示を拒否して正々堂々と戦うことを選んだ。

#### 風魔忍拳会（ふうまにんけんかい）
前回大会の準優勝チームで、文字通りの忍者チーム。忍装束を身に纏い、ヘルメット以外の防具を着用しない。選手らは立ち振る舞いや物腰も含めて忍者そのもの、指導者も忍者の頭領風の髷や眼帯、衣装に身を包んでいる。
岩石強（がんせき つよし）
一番手にして忍拳会一の大柄選手。『地功拳』によって万坊を追い詰めるが、技の基本『馬式』からの突きを食らってふっ飛ばされた。
風祭（かざまつり）、村雨（むらさめ）
二番手と三番手の選手。幹夫と栄一を瞬く間に圧倒した。
毘沙門（びしゃもん）
カン太郎と戦った四番手。素早い動きによる『分身拳』からの『崩推』によって一本を先取するが、カン太郎必死の『笑拳』によって逆転を許した。なおミオの尻に突きを食らわせて勝った五番手の名前は不明。

### 中国編
陳（ちん）
中国の砂漠でカン太郎を助けた行商人の老人。旅に同行させたカン太郎を相手に、常に突き放したような厳しい態度を取りつつも、過酷な環境を生き抜く術を教えていった。その正体は拳法の達人であると同時に医者でもあるらしく、最終回ではカン太郎の記憶を『密孔（みっこう）』を突くことによって取り戻させた。
彼の使う『神風拳』は極限まで高めた集中力のもと、錐もみ状の掌底によって突風を巻き起こし、遠く離れた相手の体に叩きこむという飛び道具型の大技である。その威力は大トカゲを絶命させ、竜巻に穴を開けるほどにもなるが、身体への負担もその分だけ大きいらしく、日に二度この技を使った陳は昏倒、その後しばらく腕に痛みを残していた。
陳の弟子たち
陳の道場で武術を学ぶ教え子たち。当初は盗賊として陳とカン太郎を襲ってきたが、それらは全てカン太郎の実力を測るために陳が仕組んだことだった。その後はカン太郎を道場に迎え入れ、彼の奮闘に負けじと修業に精を出していた。道場には他にも師範代と思われる名前の出ない男性が一人いる。
盗賊団
陳の道場の隣村を襲った黒い拳法着の盗賊たち。首領は自分の体を激しく回転させて竜巻を生み出す『竜巻拳』の使い手。知らせを受けて駆け付けたカン太郎は、彼らとの戦いの中でついに『神風拳』を会得する。

## カンフー技術
作中や解説コーナーで紹介・登場があった技術。
- 『馬式』
- 『拳』
- 『脚』
- 『掌』
- 『連攻』
- 『二起脚』
- 『受けから攻撃』
- 『足払い』
- 『○○拳（蛇拳・猿拳・酔拳など）』
- 『上下連環スイ』
- 『旋風脚』
- 『地功拳』
- 『崩推』
- 『分身拳』
- 『笑拳』
- 『二目平視』
- 『歩く基本』
- 『見る』

中国編に登場した技。
- 『神風拳』
- 『竜巻拳』

## その他
- コロコロコミック1986年夏休み増刊号に本作のプロトタイプ的読み切り作品『カンフーボーイ』が執筆されている。
- 単行本第3巻の後半3本の収録順は雑誌での掲載順と逆になっている。連載では武術大会終了後、この3回を経て中国編が開始された。
- 作者の魚戸はこの作品での老人＝用務員のおじいさんの描き方を見た編集者から「老人を老人として描けている。大人のキャラもしっかり描けるはずだ」と認められ、その事がきっかけで連載終了後ビックコミックスピリッツに移籍と同時に『家栽の人』作画担当が決定するという流れに繋がったと語っている[4]。